# Jonathan Hunt (Politiker, 1787)
Jonathan Hunt (* 12. August 1787 in Vernon, Republik Vermont; † 15. Mai 1832 in Washington, D.C.) war ein US-amerikanischer Politiker. Zwischen 1827 und 1832 vertrat er den ersten Wahlbezirk des Bundesstaates Vermont im US-Repräsentantenhaus. Er gehört der Vermonter Familie Hunt an.

## Werdegang
Jonathan Hunt wurde als Sohn des Pioniers und Landspekulanten Jonathan Hunt Sr. (1738–1808) geboren. Der Vater war von 1794 bis 1796 Vizegouverneur von Vermont. Der jüngere Hunt besuchte bis 1807 das Dartmouth College in Hanover (New Hampshire). Nach einem anschließenden Jurastudium und seiner Zulassung als Rechtsanwalt begann er ab 1812 in Brattleboro in seinem neuen Beruf zu arbeiten. Im Jahr 1821 wurde er der erste Präsident der Old Brattleboro Bank.
In den Jahren 1811, 1816, 1817 und 1824 wurde Hunt in das Repräsentantenhaus von Vermont gewählt. Politisch war er ein Anhänger von Präsident John Quincy Adams und ein Gegner von Andrew Jackson und dessen Demokratischen Partei. Daher schloss er sich der National Republican Party, einem Vorläufer der Whig Party, an. 1826 wurde er im ersten Distrikt von Vermont in das US-Repräsentantenhaus in Washington gewählt, wo er am 4. März 1827 die Nachfolge von William Czar Bradley antrat. Nach zwei Wiederwahlen konnte er bis zu seinem Tod am 15. Mai 1832 im Kongress verbleiben. Hunt war lebenslang mit dem späteren US-Außenminister Daniel Webster befreundet.
Jonathan Hunt war mit Jane Maria Leavitt verheiratet. Das Paar hatte drei Kinder, die alle im Kunstbereich tätig wurden. Der älteste Sohn William (1824–1879) wurde ein bekannter Maler, dessen Bruder Richard (1827–1895) war ein erfolgreicher Architekt und ein dritter Bruder Leavitt (1831–1907) wurde ein namhafter Fotograf.